# 尹燦榮
尹燦榮（2001年4月25日—），韓國男演員，童星出道。

## 演藝經歷
- 2013年透過電視劇《當男人戀愛時》出道，次年在電視劇《媽媽》中飾演韓可路一角，憑藉出色的演技受到了極大的關注。
- 2018年後陸續出演《成為母親之後》、《沒有你的生日（朝鲜语：생일 (영화)）》、《往日無足可惜（朝鲜语：어제 일은 모두 괜찮아）》，開始在電影界嶄露頭角。
- 2020年，在Netflix《殭屍校園》中飾演李青山一角而更被大眾所熟知，這是他作為成人演員後首次受到關注。
- 2023年，在電視劇《鬼怪計程車》中，首次擔任主角，也將首次挑戰成人演技。[2]
- 2024年，在電視劇 《黑幫的我成了高中生》更進一步挑戰飾演一名遭到校園霸凌的高中生宋伊憲（又翻譯：宋理憲），靈魂卻被拯救他的黑幫老大佔據，尹燦榮一人分飾兩角飆演技，化身黑幫老大打擊校園霸凌歪風，同時細膩詮釋與身邊相知相惜的好友之間兄弟情火花。

## 演出作品

### 電視劇
| 年份   | 電視台   | 劇名                   | 角色                  | 備註     |
| 2013年 | MBC      | 《當男人戀愛時》       | 李在熙（童年）        |          |
| 2013年 | tvN Mnet | 《Monstar》            | 鄭善宇（童年）        |          |
| 2014年 | EBS      | 《冥王星秘密決死隊》   | 李宇鎮                |          |
| 2014年 | tvN      | 《岬童夷》             | 柳泰武（童年）        |          |
| 2014年 | MBC      | 《媽媽》               | 韓可路                |          |
| 2015年 | MBC      | 《華政》               | 洪株元（少年）        |          |
| 2015年 | SBS      | 《六龍飛天》           | 李方誌（少年）        |          |
| 2015年 | tvN      | 《泡泡糖》             | 朴利煥（少年）        |          |
| 2016年 | MBC      | 《吹吧，微風啊》       | 李長高（少年）        |          |
| 2016年 | SBS      | 《浪漫醫生金師傅》     | 姜東柱（少年）        |          |
| 2017年 | MBC      | 《王在相愛》           | 王麟/秀仁（少年）     |          |
| 2017年 | SBS      | 《疑問的一勝》         | 吳一勝/金鐘森（少年） |          |
| 2018年 | SBS      | 《雖然30但仍17》       | 孔宇振（少年）        |          |
| 2019年 | SBS      | 《醫生耀漢》           | 李基燮                |          |
| 2019年 | SBS      | 《17歲的條件》         | 高民材                |          |
| 2020年 | SBS      | 《無人知曉》           | 周東明                |          |
| 2020年 | SBS      | 《你喜歡布拉姆斯嗎》   | 承智民                | 特別出演 |
| 2022年 | Netflix  | 《殭屍校園》           | 李青山                | 主演     |
| 2022年 | Seezn    | 《少年飛行》           | 孔尹卓                | 主演     |
| 2022年 | Seezn    | 《少年飛行2》          | 孔尹卓                | 主演     |
| 2023年 | ENA      | 《鬼怪計程車》         | 徐英敏                | 主演     |
| 2024年 | Wavve    | 《黑幫的我成了高中生》 | 宋伊宪                | 主演     |
| 2025年 | Disney+  | 《狂醫魔徒》           | 徐榮柱                |          |

### 電影
| 年份   | 片名             | 角色           | 備註     |
| 2014年 | 《遺產》         | 韓正度（童年） |          |
| 2014年 | 《少女怪談》     | 仁秀（童年）   |          |
| 2014年 | 《人孔》         | 秀哲（童年）   |          |
| 2017年 | 《中二也無妨》   | 禹韓哲         | 網路電影 |
| 2018年 | 《成為母親之後》 | 鐘旭           |          |
| 2019年 | 《沒有你的生日》 | 秀浩           |          |
| 2019年 | 《往日無足可惜》 | 俊英/智根      |          |
| 2020年 | 《在俊離開之後》 | 李俊           |          |

### 音樂錄影帶
| 年份   | 演唱歌手   | 歌曲名稱         |
| 2013年 | Brave Guys | 《Farther Away》 |

## 獲獎及提名列表
| 年份   | 頒獎典禮               | 獎項         | 作品                        | 結果 |
| 2014年 | 第3屆APAN STAR AWARDS  | 童星獎       | 《媽媽》                    | 獲獎 |
| 2014年 | MBC演技大賞            | 童星獎       | 《媽媽》                    | 獲獎 |
| 2016年 | MBC演技大賞            | 童星獎       | 《吹吧，微風啊》            | 提名 |
| 2017年 | MBC演技大賞            | 童星獎       | 《王在相愛》                | 提名 |
| 2018年 | SBS演技大獎            | 青少年演技獎 | 《雖然30但仍17》            | 提名 |
| 2019年 | 第6屆野花電影獎        | 新人演員獎   | 《成為母親之後》            | 提名 |
| 2019年 | 第28屆釜日電影獎       | 男子人氣獎   | 《沒有你的生日》            | 提名 |
| 2019年 | SBS演技大奖            | 青少年演技奖 | 《醫生耀漢》 《17歲的條件》 | 獲獎 |
| 2022年 | 第八屆APAN Star Awards | 男子新人獎   | 《殭屍校園》                | 獲獎 |

## 外部連結
- 尹燦榮的Instagram帳戶
- 尹燦榮在NAVER上的资料